# Parafia Trójcy Przenajświętszej w Lutkówce
Parafia Trójcy Przenajświętszej w Lutkówce – mariawicka parafia diecezji warszawsko-płockiej, Kościoła Starokatolickiego Mariawitów w RP.
Kościół parafialny pw. Trójcy Przenajświętszej znajduje się w Nosach-Poniatkach (w bezpośrednim sąsiedztwie gruntów wsi Lutkówka), w gminie Mszczonów, w powiecie żyrardowskim, w województwie mazowieckim. Proboszcz nie mieszka na terenie parafii. Obecnie funkcję tę sprawuje kapł. Grzegorz Maria Dominik Miller, który dojeżdża z parafii Matki Boskiej Nieustającej Pomocy w Warszawie.
Około 300 m od kościoła już na terenie wsi Lutkówka przy drodze powiatowej Chudolipie-Osuchów znajduje się cmentarz parafialny.

## Historia
Parafia w Lutkówce powstała w okresie największego rozkwitu mariawityzmu na terenie Mazowsza zachodniego. Po śmierci wieloletniego proboszcza kapł. Antoniego Marii Feliksa Woźniaka w 1987, obsługiwana była przez kapłanów z Płocka, najczęściej przez kapł. Marię Szczęsnego Żaczka i kapł. Marię Wawrzyńca Rostworowskiego. Utrzymanie zabytkowego, a przy tym unikalnego kościoła odbywa się nakładem pracy zarówno miejscowych, jak i warszawskich parafian, w tym młodzieży i ministrantów. W ciągu ostatnich lat wykonano liczne prace remontowe m.in. wymieniono więźbę dachową kościoła oraz samo pokrycie dachu. W latach 1997–2007 opiekę duszpasterską sprawował w parafii kapłan Stanisław Maria Łukasz Kaczorek.

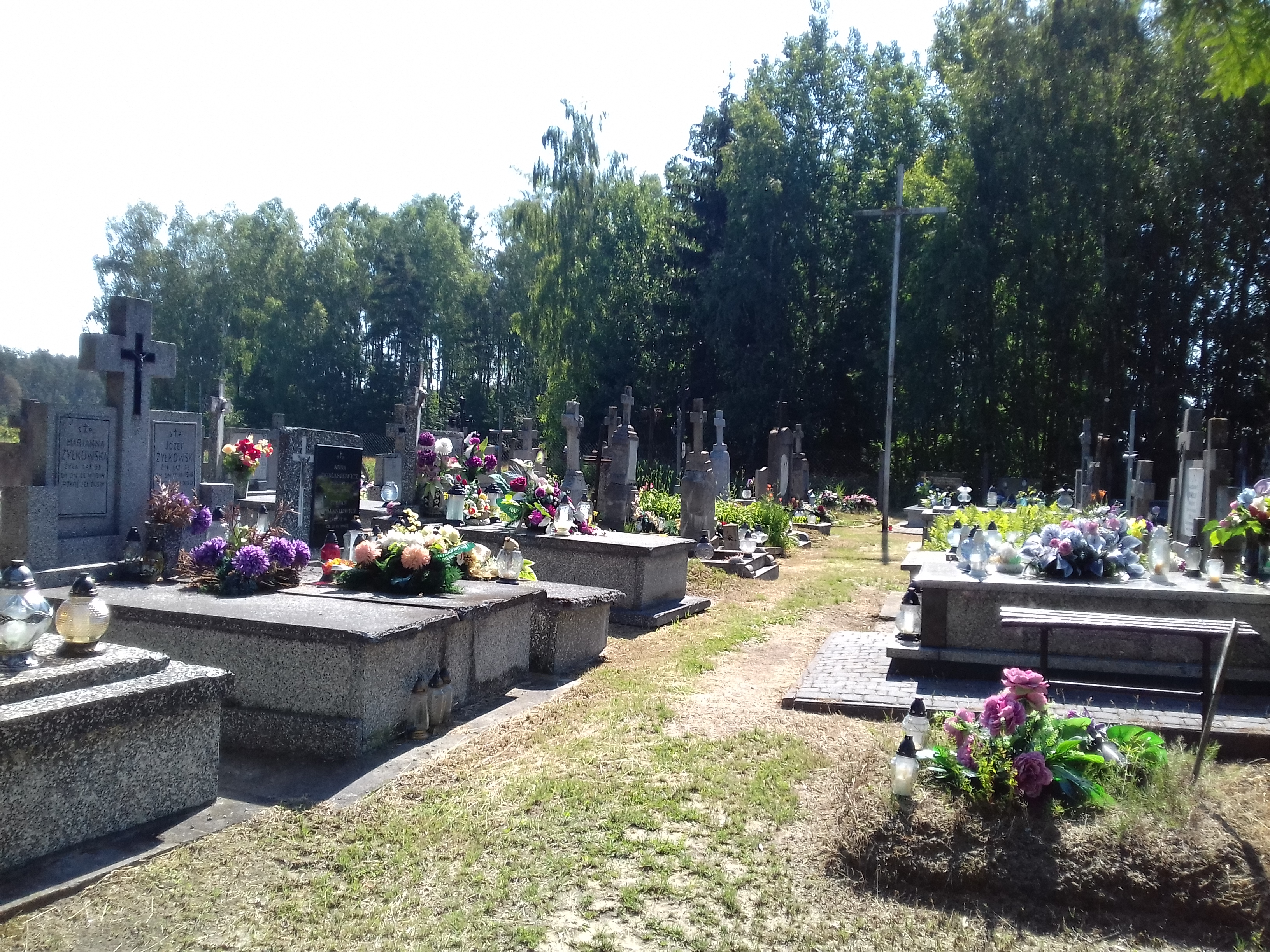
cmentarz mariawicki

## Nabożeństwa
Eucharystia sprawowana jest w niewielkim, drewnianym kościółku pod wezwaniem Trójcy Przenajświętszej wybudowanym w 1906.
- Msze Święte niedzielne o 15:00 w pierwszą niedzielę miesiąca.
- Adoracja miesięczna przypada na 18. dzień każdego miesiąca, wspólne nabożeństwo odprawiane jest o godzinie 15:00
- Uroczystość parafialna w uroczystość Trójcy Przenajświętszej, jest to święto ruchome przypadające na niedzielę po Zesłaniu Ducha Świętego.